# جوايخو دي كوريا
بلدية جوايخو دي كوريا (بالإسبانية: Guijo de Coria)‏، هي بلدية تقع في مقاطعة قصرش والتي تقع في منطقة إكستريمادورا، غرب إسبانيا.
يبلغ عدد سكانها 286 نسمة وفقاً لإحصائية سنة (2002).